# Rolf Maier
|lugar fallecimiento  = Amiens, Francia
|fecha fallecimiento  = 30 de marzo de 2023 (86 años)
|deporte              = Halterofilia
|disciplina           = -75 kg
|representante        =  Francia 
|medallas             = 
 Francia
Campeonato Europeo
BronceSofía 1965-75 kg

|web                  = 
}}

Rolf Maier (Stuttgart, Alemania nazi; 16 de diciembre de 1936 – Amiens, Francia; 30 de marzo de 2023) fue un levantador de pesas de Francia nacido en Alemania nazi que participó en tres Juegos Olímpicos.

## Carrera
Su primera aparición en los Juegos Olímpicos fue en Roma 1960 en la categoría de -75 kg donde terminó en el puesto 11 entre 27 participantes. Cuatro años después en Tokio 1964 termina en el séptimo lugar entre 19 participantes.
En 1965 gana la medalla de bronce en el campeonato europeo; y participa por tercera vez en Juegos Olímpicos en México 1968 donde termina en noveno lugar entre 20 participantes.